# Армфельт, Фромгольд
Фромгольд Армфельт (швед. Fromhold Armfelt; 14 мая 1721 — 11 июня 1797) — шведский военный деятель, генерал-лейтенант.

## Биография
Родился в семье генерала от инфантерии Карла Густава Армфельта (1666—1736) и Ловисы Аминофф (1685—1741). Дядя Магнуса Вильгельма Армфельта.
Армфельт стал учеником фейерверкера в 1735 году, учеником констебля в 1736 году, фурьером в 1738 году, сержантом в 1740 году, унтер-лейтенантом в 1741 году, и всё это в финском артиллерийском батальоне. Принимал участие в Русско-шведской войне 1741—1743 годов и подавлении Большой даларнской пляски в 1743 году. В августе 1743 года Армфельт был произведён в лейтенанты и в следующем году поступил на французскую службу. Позже стал капитаном драгунского полка саксонской армии и принимал участие в осаде Турне, а также в битве при Фонтенуа в 1745 году. После возвращения в Швецию в 1747 году был произведён в капитаны. В 1748 году Армфельт стал рыцарем ордена Меча. В 1757 году был командирован в Германию в связи с началом Померанской войны и стал суконщиком в артиллерии в 1758 году. В том же году Армфельт получил приказ от Густава Фридриха фон Розена по просьбе Виллима Фермора сопровождать русскую армию, и после битвы при Цорндорфе, ему было приказано сопровождать австрийскую армию. Армфельт стал майором в декабре 1758 года, в 1762 году получил звание подполковника, а в 1763 году произведён в полковники. В августе 1763 года стал подполковником артиллерии на Готланде и в 1764 году был переведён в Штральзунд. В 1775 году Армфельт был произведён в генерал-майоры, а в 1782 году в генерал-лейтенанты. В 1778 году стал командором ордена Меча. В 1794 году при артиллерийском дивизионе был назначен командиром Вендесского артиллерийского полка, но в том же году был освобождён от должности.
Был женат на Катарине Марии фон Шанц (1744—1823), дочери подполковника Малькома Давида фон Шанца. Их сын, Карл Армфельт (1764—1846), стал генерал-майором.